# Pseudoparamoeba pagei
Pseudoparamoeba pagei – gatunek ameby należący do rodziny Paramoebidae z supergrupy Amoebozoa w klasyfikacji Cavaliera-Smitha.
Trofozoit osiąga wielkość 7 – 23 μm. Jądro wielkości 2,4 – 4,5 μm.
Występuje w Atlantyku.